# Philipp Glenz
Georg Philipp Glenz (* 28. November 1903 in Darmstadt; † 14. September 1944 in Italien) war ein hessischer Politiker (SPD Hessen) und Abgeordneter des Landtags des Volksstaates Hessen in der Weimarer Republik.

## Familie und Leben
Philipp Glenz war der Sohn des Immobilienagenten Karl Glenz und dessen Frau Elisabeth geborene Maul. Philipp Glenz, der evangelischer Konfession war, war mit Philippina, geborene Werle, verheiratet.
Er war Justizobersekretär in Büdingen. Im Zweiten Weltkrieg leistet er Kriegsdienst und fiel 1944 in Italien.

## Politik
Philipp Glenz gehörte dem Landtag für die SPD von 1932 bis 1933 an.